# Oxypoda recensa
Oxypoda recensa är en skalbaggsart som beskrevs av Thomas Casey 1911. Oxypoda recensa ingår i släktet Oxypoda och familjen kortvingar. Inga underarter finns listade i Catalogue of Life.